# 圖里尼山
16°2′34″S 68°14′37″W / 16.04278°S 68.24361°W
圖里尼山（Turini），是玻利維亞的山峰，位於該國西部拉巴斯省的拉雷卡哈省，處於希斯卡圖里尼山東北面，屬於安第斯山脈中玻利維亞瑞阿爾山脈的一部分，海拔高度5,064米。